# José Reinaldo de Lima
José Reinaldo de Lima (Ponte Nova, 11 januari 1957) is een Braziliaans voormalig voetballer die speelde onder de naam Reinaldo en actief was tussen 1973 en 1988.
Reinaldo speelde het grootste deel van zijn loopbaan, van 1973 tot en met 1985, bij Clube Atlético Mineiro waarvoor de aanvaller 255 doelpunten maakte. In 1977 werd hij Braziliaans topscorer en hij won acht keer met zijn club het Campeonato Mineiro. Hierna speelde hij kort bij Palmeiras, Atlético Rio Negro Clube en Cruzeiro EC.
Aan het einde van zijn carrière ging hij naar Europa en speelde hij in Zweden bij BK Häcken en eind 1987 besloot hij zijn loopbaan in Nederland bij Telstar.
Reinaldo speelde 37 wedstrijden voor het Braziliaans voetbalelftal en maakte deel uit van de selectie voor het wereldkampioenschap voetbal in 1978 waarbij Brazilië als derde eindigde. Ook speelde hij op de Copa América 1975. Hij scoorde als international 14 doelpunten.